# 越戲方
越戏方，又名反虎方。商朝、周朝时方国。在今河南省巩义市东南。
武王克殷之後，命吕尚追击商将方来。三月初一（丁卯日），归来献俘。三月初五（戊辰日），武王在牧晴祭祀周文王，宣布政令。兵分四路南下进军： 第一路，派吕他伐商属国越戏方（今河南巩义市）。三月初六（壬申日）　战胜越戏方，归来献俘。 第二路，派侯来伐商将靡集于陈（今河南淮阳），三月十五（辛巳日），归来献俘。第三路，派百弇率虎贲东征卫（即豕韦，今河南滑县）。三月十八（甲申日），归来献俘。第四路，派陈本伐磿（即历，今河南禹州），百韦伐宣方（可能是宛，今河南长葛东北），新荒伐蜀（即浊泽，在河南新郑西南、禹州东北）。